# Frigyes
Frigyes est un prénom masculin hongrois.

## Étymologie
Création au XIXe siècle d'un équivalent hongrois au prénom allemand Friedrich, à partir du mot hongrois frigy « hyménée, épousailles » (terme poétique pour « mariage »), lui-même dérivé dans son sens ancien « traité de paix » de l'allemand Frieden « paix » qui est le premier élément de Friedrich et Frédéric.

## Équivalents
- Frédéric en français
- Friedrich en allemand

## Personnalités portant ce prénom
- Frigyes Wiesner, athlète hongrois du début du XXe siècle
- Frigyes Karinthy, (1887–1938), écrivain, dramaturge, poète, journaliste et traducteur hongrois